# Saison 2011 de l'équipe cycliste AG2R La Mondiale
La saison 2011 de l'équipe cycliste AG2R La Mondiale est la vingtième de l'équipe. Elle débute en janvier lors du Tour de San Luis ainsi qu'au Tour Down Under. En tant qu'équipe WorldTour, elle participe au calendrier de l'UCI World Tour. L'équipe termine à la quinzième place de l'UCI World Tour.

## Préparation de la saison 2011

### Arrivées et départs
| Arrivées               | Équipe 2010          |
| ---------------------- | -------------------- |
| Mikaël Cherel          | FDJ                  |
| Steve Houanard         | Skil-Shimano         |
| Romain Lemarchand      | Big Mat-Auber 93     |
| Sébastien Minard       | Cofidis              |
| Matteo Montaguti       | De Rosa-Stac Plastic |
| Jean-Christophe Péraud | Omega Pharma-Lotto   |
| Mathieu Perget         | Caisse d'Épargne     |

| Départs           | Équipe 2011                |
| ----------------- | -------------------------- |
| José Luis Arrieta | Directeur sportif Movistar |
| Alexander Efimkin | Type 1-Sanofi Aventis      |
| Rene Mandri       | Endura Racing              |
| Nicolas Rousseau  | Big Mat-Auber 93           |
| Gatis Smukulis    | HTC-Highroad               |
| Ludovic Turpin    | Saur-Sojasun               |
| Tadej Valjavec    | Manisaspor                 |

## Coureurs et encadrement technique

### Effectif
| Cycliste               | Date de naissance | Nationalité | Équipe 2010          |
| ---------------------- | ----------------- | ----------- | -------------------- |
| Julien Bérard          | 27 juillet 1987   | France      | AG2R La Mondiale     |
| Guillaume Bonnafond    | 23 juin 1987      | France      | AG2R La Mondiale     |
| Maxime Bouet           | 3 novembre 1986   | France      | AG2R La Mondiale     |
| Dimitri Champion       | 6 septembre 1983  | France      | AG2R La Mondiale     |
| Mikaël Cherel          | 17 mars 1986      | France      | FDJ                  |
| Cyril Dessel           | 29 novembre 1974  | France      | AG2R La Mondiale     |
| Hubert Dupont          | 13 novembre 1980  | France      | AG2R La Mondiale     |
| Martin Elmiger         | 23 septembre 1978 | Suisse      | AG2R La Mondiale     |
| John Gadret            | 22 avril 1979     | France      | AG2R La Mondiale     |
| Ben Gastauer           | 14 novembre 1987  | Luxembourg  | AG2R La Mondiale     |
| Kristof Goddaert       | 21 novembre 1986  | Belgique    | AG2R La Mondiale     |
| Sébastien Hinault      | 11 février 1974   | France      | AG2R La Mondiale     |
| Steve Houanard         | 2 avril 1986      | France      | Skil-Shimano         |
| Blel Kadri             | 3 septembre 1986  | France      | AG2R La Mondiale     |
| Yuriy Krivtsov         | 7 février 1979    | France      | AG2R La Mondiale     |
| David Le Lay           | 30 décembre 1979  | France      | AG2R La Mondiale     |
| Romain Lemarchand      | 26 juillet 1987   | France      | Big Mat-Auber 93     |
| Julien Loubet          | 11 janvier 1985   | France      | AG2R La Mondiale     |
| Sébastien Minard       | 12 juin 1982      | France      | Cofidis              |
| Lloyd Mondory          | 26 avril 1982     | France      | AG2R La Mondiale     |
| Matteo Montaguti       | 6 janvier 1984    | Italie      | De Rosa-Stac Plastic |
| Rinaldo Nocentini      | 25 septembre 1977 | Italie      | AG2R La Mondiale     |
| Jean-Christophe Péraud | 22 mai 1977       | France      | Omega Pharma-Lotto   |
| Mathieu Perget         | 18 septembre 1984 | France      | Caisse d'Épargne     |
| Anthony Ravard         | 28 septembre 1983 | France      | AG2R La Mondiale     |
| Christophe Riblon      | 17 janvier 1981   | France      | AG2R La Mondiale     |
| Nicolas Roche          | 3 juillet 1984    | Irlande     | AG2R La Mondiale     |
| Stagiaire              | Date de naissance | Nationalité | Équipe 2011          |
| Axel Domont            | 7 août 1990       | France      | Chambéry CF          |
| Yannick Martinez       | 4 mai 1988        | France      | Creusot Cyclisme     |
| Mathieu Teychenne      | 18 mars 1989      | France      | Chambéry CF          |

## Bilan de la saison

### Victoires
| Date       | Course                                     | Pays   | Classe | Vainqueur      |
| ---------- | ------------------------------------------ | ------ | ------ | -------------- |
| 03/02/2011 | 2e étape de l'Étoile de Bessèges           | France | 2.1    | Lloyd Mondory  |
| 06/02/2011 | Classement général de l'Étoile de Bessèges | France | 2.1    | Anthony Ravard |
| 18/05/2011 | 11e étape du Tour d'Italie                 | Italie | WT     | John Gadret    |
| 21/08/2011 | Châteauroux Classic de l'Indre             | France | 1.1    | Anthony Ravard |
| 25/08/2011 | 3e étape du Tour du Poitou-Charentes       | France | 2.1    | Anthony Ravard |
| 07/10/2011 | 3e étape du Tour de Pékin                  | Chine  | WT     | Nicolas Roche  |

### Résultats sur les courses majeures
Les tableaux suivants représentent les résultats de l'équipe dans les principales courses du calendrier international (les cinq classiques majeures et les trois grands tours). Pour chaque épreuve est indiqué le meilleur coureur de l'équipe, son classement ainsi que les accessits glanés par AG2R La Mondiale sur les courses de trois semaines.

#### Classiques
| Classique            | Milan-San Remo      | Tour des Flandres   | Paris-Roubaix        | Liège-Bastogne-Liège | Tour de Lombardie   |
| -------------------- | ------------------- | ------------------- | -------------------- | -------------------- | ------------------- |
| Coureur (classement) | Lloyd Mondory (41e) | Lloyd Mondory (17e) | Martin Elmiger (17e) | Blel Kadri (39e)     | Nicolas Roche (16e) |

#### Grands tours
| Grand tour           | Tour d'Italie                    | Tour de France              | Tour d'Espagne      |
| -------------------- | -------------------------------- | --------------------------- | ------------------- |
| Coureur (classement) | John Gadret (3e)                 | Jean-Christophe Péraud (9e) | Nicolas Roche (16e) |
| Accessits            | 1 victoire d'étape (John Gadret) | -                           | -                   |

### Classement UCI
L'équipe AG2R La Mondiale termine à la quinzième place du World Tour avec 398 points. Ce total est obtenu par l'addition des points des cinq meilleurs coureurs de l'équipe au classement individuel que sont Jean-Christophe Péraud, 25e avec 161 points, John Gadret, 34e avec 126 points, Rinaldo Nocentini, 89e avec 46 points, Hubert Dupont, 100e avec 34 points, et Lloyd Mondory, 104e avec 31 points,.
| Rang | Coureur                | Points |
| ---- | ---------------------- | ------ |
| 25   | Jean-Christophe Péraud | 161    |
| 34   | John Gadret            | 126    |
| 89   | Rinaldo Nocentini      | 46     |
| 100  | Hubert Dupont          | 34     |
| 104  | Lloyd Mondory          | 31     |
| 115  | Blel Kadri             | 25     |
| 127  | Christophe Riblon      | 20     |
| 131  | Nicolas Roche          | 19     |
| 147  | Kristof Goddaert       | 10     |
| 164  | Sébastien Hinault      | 6      |
| 171  | Mikaël Cherel          | 5      |
| 213  | Matteo Montaguti       | 1      |